# جيرالد غوردون بيل
جيرالد غوردون بيل هو طيار بطل كندي، ولد في 11 يونيو 1890 في أوتاوا في كندا، وتوفي في 17 يناير 1989.